# 岐阜県道96号大垣養老公園線
岐阜県道96号大垣養老公園線（ぎふけんどう96ごう おおがきようろうこうえんせん）は、岐阜県大垣市から養老郡養老町の養老公園に至る県道（主要地方道）である。

## 概要
主要地方道昇格前は県道211号大垣養老公園線であった。地域住民からは「養老街道」と呼ばれることも多い。

### 路線データ
岐阜県法規集に基づく起終点および経過地は次のとおり。
- 起点：大垣市（静里町交差点、岐阜県道31号岐阜垂井線交点）
- 終点：養老公園（養老郡養老町）
- 実延長：10.138km[1]

## 歴史
- 1993年（平成5年）5月11日 - 建設省から、県道大垣養老公園線が大垣養老公園線として主要地方道に指定される[3]。
- 2002年（平成14年）3月30日 - バイパスの一部（養老町高田 - 同町飯ノ木）が開通[4]。

## 路線状況

### バイパス
- 養老町高田（下高田交差点） - 同町飯ノ木
  - 養老町中心部を避けるように現道の東側を通る。途中で金草川を渡る。
  - 両端や途中で現道とは接続していない。北端（下高田交差点）では広域農道に直結し、養老新橋を経由して養老町直江で現道に接続する。南端は養老町道を経由して養老町飯ノ木で岐阜県道213号養老平田線に接続する。
  - 南端の養老町飯ノ木から同町鷲巣の岐阜県道56号南濃関ケ原線まで当道路のバイパスを整備・延伸する計画がある[5]。

### 別名
- 天命ハクモクレン街道（大垣市、養老町）

### 重複区間
- 岐阜県道56号南濃関ケ原線（養老郡養老町石畑・石畑交差点 - 養老郡養老町柏尾・養老公園東交差点）

### 道路施設
- 養老橋（相川、大垣市 - 養老町）
- 高田橋（牧田川、養老町）

## 地理

### 通過する自治体
- 大垣市
- 養老郡養老町

### 交差する道路

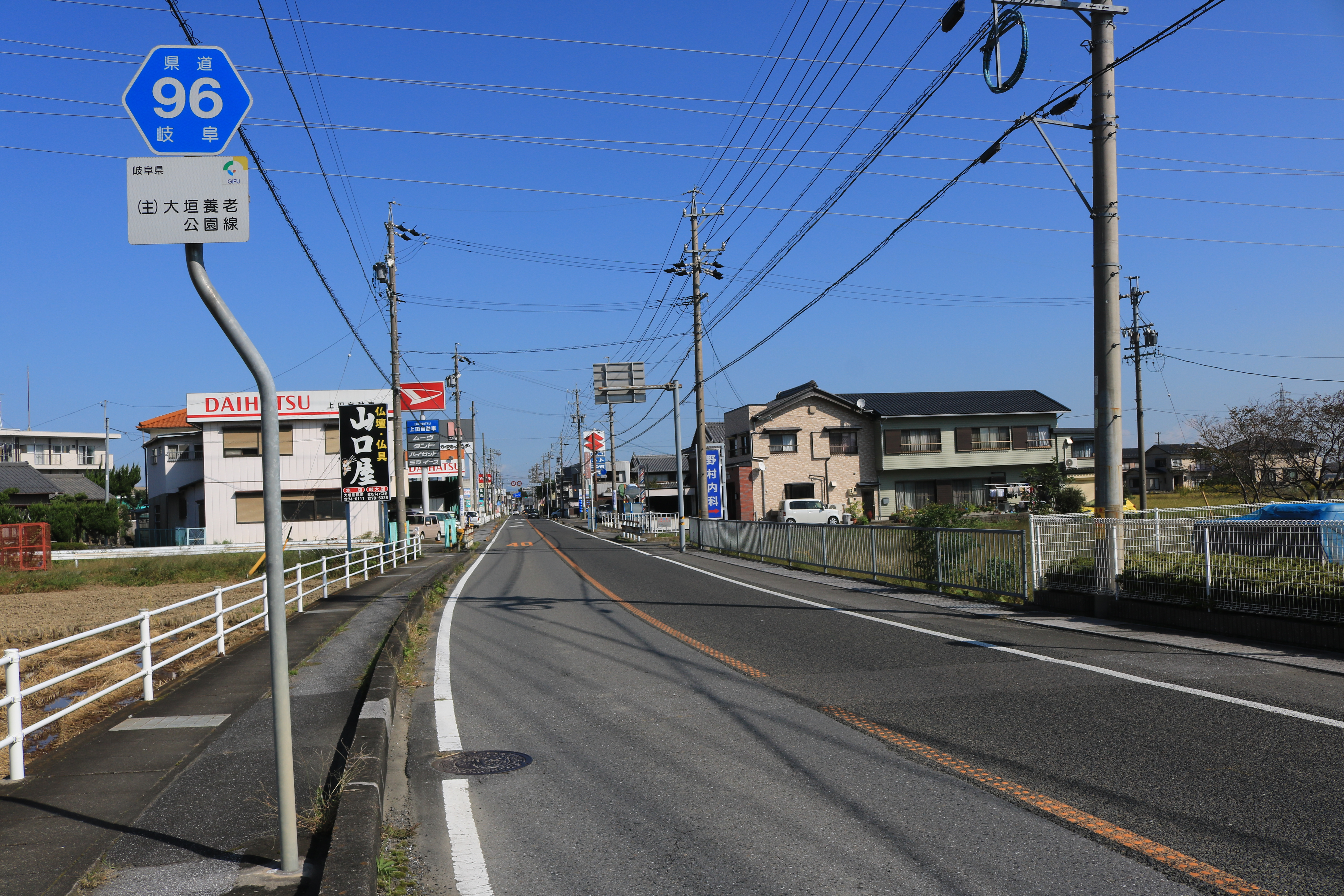
岐阜県道96号大垣養老公園線、養老郡養老町石畑にて

- 岐阜県道31号岐阜垂井線（大垣市静里町・静里町交差点、起点）
- 岐阜県道50号大垣環状線（大垣市綾野・綾野5南交差点）
- 岐阜県道227号牧田室原線（養老郡養老町大坪）
- 岐阜県道226号飯田島里線（養老郡養老町飯田・飯田交差点）
- 岐阜県道214号養老赤坂線（養老郡養老町飯積）
- 岐阜県道30号羽島養老線（養老郡養老町高田・高田橋南交差点）
- 岐阜県道215号養老垂井線（養老郡養老町石畑・押越南交差点）
- 岐阜県道56号南濃関ケ原線・岐阜県道213号養老平田線（養老郡養老町石畑・石畑交差点）
- 岐阜県道56号南濃関ケ原線（養老郡養老町柏尾・養老公園東交差点）

### 沿線

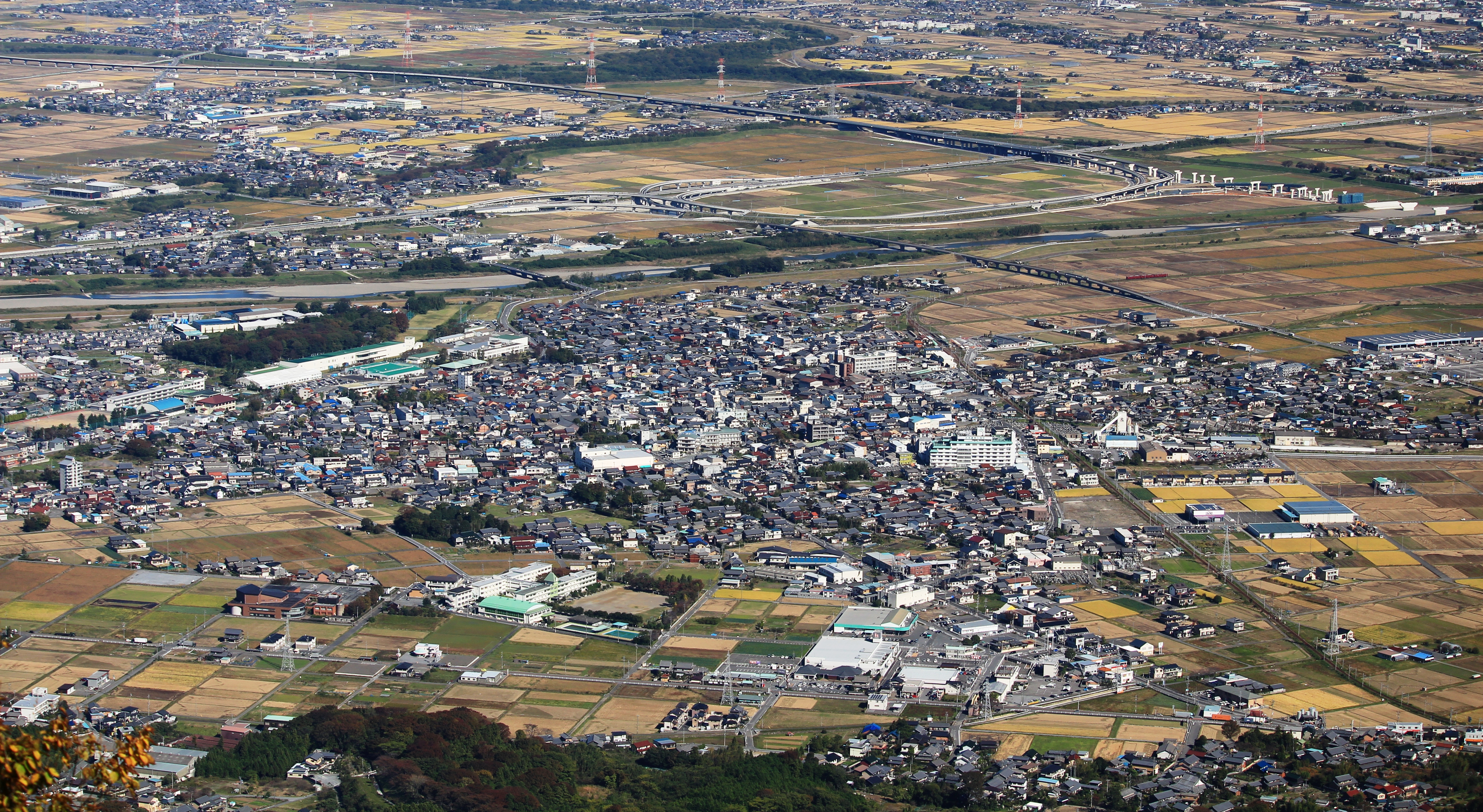
養老山地から望む美濃高田駅周辺の養老町の中心部の街並み

- 養老鉄道美濃高田駅（かつては岐阜県道239号美濃高田停車場線を介して接続していた。）
- 養老町役場
- 養老郵便局
- 養老町消防本部
- 養老警察署
- 養老鉄道養老駅
- 養老公園
- 養老天命反転地